# Ronald McLean
Ronald Gordon McLean (ur. 26 marca 1881 w Londynie, zm. 2 lipca 1941 w Shirley) – brytyjski gimnastyk, medalista olimpijski.
Uczestniczył w rywalizacji na V Letnich Igrzyskach olimpijskich rozgrywanych w Sztokholmie w 1912 roku. Startował tam w jednej konkurencji gimnastycznej. W wieloboju drużynowym w systemie standardowym uzyskując z drużyną 36,90 punktu, zajął trzecie miejsce, przegrywając jedynie z drużyną włoską i węgierską.
W 1920 roku podczas VII Letnich Igrzyskach Olimpijskich w Antwerpii McLean wziął udział w jednej konkurencji gimnastycznej. W wieloboju drużynowym mężczyzn brytyjska drużyna gimnastyczna zdobyła 290,115 punktu i zajęła ostatnie, piąte miejsce.